# Flurazepam
Flurazepam (u prodaji pod imenima Dalmane i Dalmadorm) je lek iz benzodiazepinske klase. On poseduje anksiolitičkia, antikonvulsivna, sedativna i miorelaksantna svojstva. Iz flurazepama se formira metabolit sa veoma dugim poluživotom (40–250 sati), koji se može zadržati u krvi do četiri dana. Flurazepam stoga nije podesan za primenu kao sredstvo za spavanje, jer uzrokuje sedaciju narednog dana, mada taj efekat može da olakša anksiozne poteškoće.

## Spoljašnje veze
|  | Molimo Vas, obratite pažnju na važno upozorenje u vezi sa temama iz oblasti medicine (zdravlja). |